# Општина Центар (Република Српска)
Српска општина Центар је бивша општина у источном дијелу Републике Српске. Сједиште општине се налазило у Јагомиру. Била је у саставу града Српског Сарајева.

## Насељена мјеста
У општини су се налазила сљедећа насељена мјеста: Јагомир, Мрковићи, Нахорево, Радава, Вића и Пољине.

## Историја
Године 1992. бивша сарајевска општина Центар је подијељена заједно са подјелом града на Сарајево и Српско Сарајево. Насељена мјеста: дио насељеног мјеста Сарајево у коме су били Циглане, Кошево (Сарајево), Маријин двор и Скендерија су остале у сарајевској општини Центар, а насеља Мрковићи, Нахорево, Радава, Вића и Пољине, укључујући дио насељеног мјеста Сарајево, насеље Јагомир, су припали новооснованој Српској општини Центар, граду Српско Сарајево.
Дана 28. јунa 1992. формирана је Српска општина Центар, која је истог дана добила првог предсједника општине, Луку Петровића, што је потврђено Законом о образовању Српске општине Центар Сарајево.
Потписивањем дејтонског мировног споразума, Српска општина Центар је укинута, а сва насеља су интегрисана у општину Центар.
Током Одбрамбено-отаџбинског рата, на територији општине је формирана Кошевска бригада, која је 25. фебруара 1994. године ушла у састав 3. сарајевске бригаде Војске Републике Српске.

## Политичко уређење
Начелник општине је представљао и заступао општину и вршио извршну функцију у Центру. Општинску администрацију, поред начелника, чинила је и скупштина општине. Институционални центар Српске општине Центар је било градско насеље Јагомир, гдје су били смјештени сви општински органи.

## Образовање
Према Одлуци о привременом броју и просторном распореду основних школа у Републици Српској из 1994. којом се утврђује број и просторни распоред основних школа као и број издвојених одјељења основних школа у Републици Српској, на територији Српске општине Центар, егзистирала је Основна школа „Десанка Максимовић” са сједиштем у Нахореву и издвојеним одјељењем у Мрковићима. На територији општине није егзистирала ниједна средњошколска или високошколска установа.